# Robert Mills (architetto)
Robert Mills (Charleston, 12 agosto 1781 – Washington, 3 marzo 1855) è stato un architetto statunitense.

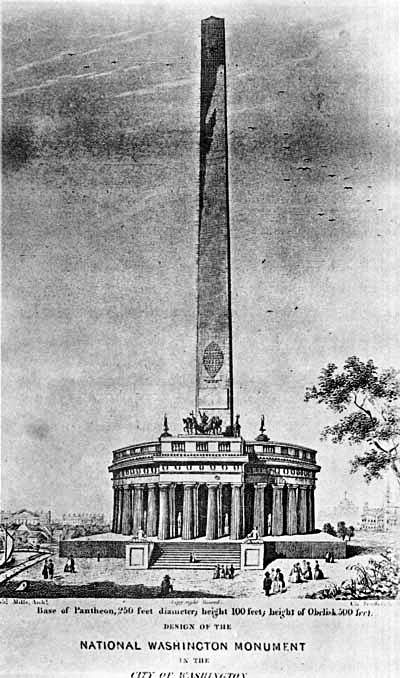
Progetto per il monumento a Washington

Fu scoperto da Thomas Jefferson e lavorò soprattutto a Washington, costruendo edifici governativi in forme neoclassiche.
La sua opera più celebre è il Washington Monument, un obelisco alto poco più di 160 metri, iniziato nel 1836 e che rimanda ad un altro monumento realizzato dallo stesso Mills a Baltimora: la Colonna di Washington.